# Giuseppe Allevi
Giuseppe Allevi, auch „Piacenza“, (* 1603 oder 1604 in Piacenza oder Cremona; † 18. Juli 1670 in Piacenza) war ein italienischer Komponist und Kapellmeister des Barocks.

## Leben und Wirken
Allevis Todesdatum wird häufig fälschlich mit 1668 angegeben, auch sein Geburtsort ist nicht zweifelsfrei belegt. Seine musikalische Laufbahn verbindet ihn fast ausschließlich mit Piacenza. Erstmals wird Allevi dort zu Karneval 1644 als Komponist der inzwischen verschollenen Musik zu dem Ballett Le ninfe del Po genannt, welches er nach einem Libretto des Genuesers Bernardo Morando (1589–1656) vertonte. Die Aufführung fand auf einem öffentlichen Platz in der Stadt statt, der zur Ankunft des Herzogs von Modena in ein Theater umgewandelt wurde. Die Vorworte zu seinen Veröffentlichungen erwähnen ihn in der Zeit von 1652 bis 1668 als maestro di cappella der Kathedrale von Piacenza. Ein großer Teil der Musikalien im Archiv der Kathedrale von Piacenza aus diesem Zeitraum tragen Allevis Namen. Der zeitgenössische Musikbiograf Giuseppe Bresciani (1599–1670) bezeichnete ihn als einen geschickten Kontrapunktisten. Seine im style concertato gehaltenen Motetten sind technisch sicher geschrieben und zeigen bisweilen einen lebhaften Dialog in den Passagen für die obligaten Instrumente.

## Werke (Auswahl)
- Compositioni sacre, zwei- bis vierstimmig mit Orgel (Venedig, 1654)
- Libro secondo delle Compositioni sacre, zwei- bis vierstimmig, darin enthalten eine vierstimmige Totenmesse (Messa de morti da capella, a 4) und eine ebenfalls vierstimmige sequenza et offertorio mit Orgelbegleitung (Venedig, 1662)
- Terzo libro delle compositioni sacre, zwei- bis vierstimmig mit den Triosonaten La Tortona, La Morella und La Tonola sowie die Letanie della Beatissima Vergine, für vier Singstimmen und B.c. (Bologna, 1668)
- Magnificat, und 8-stimmige Psalmvertonungen mit Orgelbegleitung
- Le ninfe del Po, Reiterballet, (Aufgeführt Cittadella in Piacenza) (Musik verschollen)

## Quelle
- New Grove 1st Edition

| Personendaten    | Personendaten                          |
| ---------------- | -------------------------------------- |
| NAME             | Allevi, Giuseppe                       |
| KURZBESCHREIBUNG | italienischer Komponist der Frühbarock |
| GEBURTSDATUM     | 1603 oder 1604                         |
| GEBURTSORT       | unsicher: Piacenza oder Cremona        |
| STERBEDATUM      | 18. Juli 1670                          |
| STERBEORT        | Piacenza                               |